# Ящишин Андрій Романович
Ящи́шин Андрі́й Рома́нович (7 грудня 1960) — український кінорежисер, кінознавець, організатор кіновиробництва, сценарист. Член Національної спілки кінематографістів України.

## Біографія
Народився 7 грудня 1960 року в Києві в родині кінокритика Р. Корогодського і психолога Оксани Ящишин.
У 1977–1989 роках навчався у Київському державному музичному училищі ім. Р.Глієра, у 1989 році закінчив Київський державний інститут театрального мистецтва ім. І. Карпенка-Карого.
З серпня 1989 року по вересень 1992 року працював на студії «Київнаукфільм», потім перейшов до апарату Кабінету Міністрів України. 
З 1992 по 1996 рік обіймав посаду провідного спеціаліста відділу з питань освіти, культури і соціального забезпечення КМУ. У 1996–1998 роках — перший заступник генерального директора Національної кінематеки України, з грудня 1998 року — директор Української кіностудії анімаційних фільмів («Укранімафільм»).
Поставив на «Київнаукфільмі» картини з серіалу «Українці. Віра. Надія. Любов» — «Українці. Надія» (1992, у співавторстві), «Українці. Любов» (1992).
Автор сценарію декількох стрічок в документальному циклі «Невідома Україна. Нариси нашої історії» (1993).